# پسر طبقه متوسط
پسر طبقه متوسط (به انگلیسی: Middle class boy) فیلمی هندی محصول سال ۲۰۱۷ و به کارگردانی ونو سریرام است. در این فیلم بازیگرانی همچون نانی، سای پالاوی، بومیکا چاولا، ویجی وارما و آمانی ایفای نقش کرده‌اند.